# Muhlenbergia tenuiflora
Muhlenbergia tenuiflora là một loài thực vật có hoa trong họ Hòa thảo. Loài này được (Willd.) Britton, Stern & Poggenb. mô tả khoa học đầu tiên năm 1888.